# Orthocladius roussellae
Orthocladius roussellae är en tvåvingeart som beskrevs av Soponis 1990. Orthocladius roussellae ingår i släktet Orthocladius och familjen fjädermyggor.
Artens utbredningsområde är Northwest Territories, Kanada. Inga underarter finns listade i Catalogue of Life.